# Mid Glamorgan
Il Mid Glamorgan o, in lingua gallese, Morgannwg Ganol, è una contea preservata del Galles.
Dal 1974 al 1996 è stata anche una contea amministrativa. La contea è stata infatti istituita nel 1972 dal Local Government Act 1972 (attivo dal 1974) e abolita nel 1996 dal Local Government (Wales) Act 1994.